# Megalithanlagen bei Finner
Die Megalithanlagen von Finner (oder Finner Camp, irisch Fionnúir), eventuell ein Court- und ein Passage Tomb, liegen bei Bundoran im äußersten Süden des County Donegal in Irland (ursprünglich waren es drei) und sind lediglich durch Illustrationen von William Wakeman (1822–1900) überliefert. Während Wakeman Denkmäler im County Sligo erforschte, illustrierte er auch die megalithischen Reste auf dem Schießplatz Finner Camp.
Kevin Mc Donald schrieb, während er in Finner stationiert war, eine Notiz über die erstmals in den 1870er Jahren von Antiquaren erwähnten, den Einheimischen bekannten Denkmäler. Eins war als „Muldoon’s Grave“ bekannt. Die Anlage auf einem von hohen Steinen umgebenen Platz wurde von der Bevölkerung als Grab Fionn mac Cumhaills bezeichnet.
Der Landbesitzer verkaufte das Land an das Kriegsministerium, und die Denkmäler wurden sehr zum Ärger der Einheimischen für Baumaterialien abgebaut.

## Beschreibung des 19. Jahrhunderts – DG107-106 Finner
Die Reste des kreuzförmigen Passage Tombs bestehen aus der westlichen und einem Teil der gegenüberliegenden, östlichen Seitenkammer und der trapezoiden Endkammer im Norden. Sie ist im Inneren etwa 1,5 Meter lang und verbreitert sich von 1,0 Meter am Ende auf 1,5 Meter. Die westliche Seitenkammer ist etwa 1,0 Meter lang und 0,8 m breit. Die östliche scheint ähnlich groß gewesen zu sein. P. J. Hartnett (1876–1944) bemerkte einen niedrigen Rundhügel von etwa 18,0 Meter Durchmesser um die Struktur. Unbefugte Ausgrabungen legten 1955 verbrannte und unverbrannte Knochen frei.

## Denkmal in den Dünen
Michael Herity (1929–2016) glaubt, dass der von Wakeman gezeichnete „ruinierte Cromleach“ derselbe sein könnte wie die von William Gregory Wood-Martin (1847–1917) beschriebene „rohe Kiste“, die etwa 4,4 m lang und 1,8 m breit war. Er bemerkt, dass das Denkmal ein Passage Tomb (Dg. 15) gewesen sein könnte. Jedoch scheint das von Wood-Martin beschriebene Monument das unlokalisierte Court Tomb (Dg. 57) zu sein.